# Фрикацей
Фрикаце́й — проміжна прикордонна залізнична станція Одеської дирекції Одеської залізниці.
Розташована в селі Лиманське Ізмаїльського району Одеської області на лінії Абаклія — Джурджулешти між станціями Етулія (12 км) та Рені-Наливна (10 км), до державного кордону — 9 км.
Відкрита 1879 року. На станції здійснюється контроль на кордоні з Молдовою Фрікацей — Етулія.
Особливістю розташування станції є те, що вона розташована на своєрідному «острові» — в тому місці, де залізниця Абаклія — Джурджулешти вдруге заходить на територію України. Фізично станція не сполучена з основними залізницями України.